# Live (Bad Brains)
Live è il primo album live del gruppo hardcore punk statunitense Bad Brains, registrato nel 1987 in vari concerti.

## Tracce
1. I – 2:27
2. At The Movies – 3:01
3. The Regulator – 1:15
4. Right Brigade – 2:34
5. I Against I – 3:01
6. I & I Survive – 6:11
7. House Of Suffering – 2:16
8. Re-Ignition – 4:34
9. Sacred Love – 3:25
10. She's Calling You – 3:18
11. Coptic Times – 2:20
12. F.V.K. (Fearless Vampire Killers) – 1:07
13. Secret 77 – 4:05

## Crediti[2]
- H.R. - voce
- Dr. Know - chitarra
- Darryl Jenifer - basso
- Earl Hudson - batteria
- Phil Burnett - produttore, missaggio
- John Golden - mastering
- Naomi Peterson - fotografia